# 陸前高田駅
陸前高田駅（りくぜんたかたえき）は、岩手県陸前高田市高田町字館の沖にある、東日本旅客鉄道（JR東日本）大船渡線BRT（バス高速輸送システム）のバス停留所である。
元々は同社の大船渡線の鉄道駅であった。BRT転換後は、他社のバス路線も含めた陸前高田市内のバスターミナルを兼ねている。

## 歴史
本節では前身の鉄道駅および、その後継に当たる大船渡線BRTを中心に扱う。
- 1933年（昭和8年）12月15日：開業[2]。
- 1982年（昭和57年）9月20日：貨物の取り扱いを廃止[2]。
- 1985年（昭和60年）3月14日：荷物扱いを廃止[2]。
- 1987年（昭和62年）4月1日：国鉄分割民営化により、JR東日本の駅となる[2]。
- 2005年（平成17年）4月1日：業務委託化。陸前高田駅長が廃止され、気仙沼駅長管理下となる。
- 2011年（平成23年）3月11日：東日本大震災（東北地方太平洋沖地震）による津波で駅舎が流失[3]。当日の勤務にあたっていた委託会社社員が殉職。
- 2013年（平成25年）3月2日：BRTにより仮復旧。陸前高田市役所仮庁舎前にのりばを設置。
- 2015年（平成27年）3月14日：BRT用の駅舎を隣接地に整備し駅を移設[報道 1][新聞 1]。
- 2017年（平成29年）4月27日：アバッセたかた・まちなか広場などの供用開始に合わせ、陸前高田駅 - 高田高校前駅間の市道上（陸前高田市高田町字館の沖108番地2、北緯39度0分55.1秒 東経141度37分45.6秒 / 北緯39.015306度 東経141.629333度、営業キロ設定なし）にまちなか陸前高田駅（まちなかりくぜんたかたえき）を新設[報道 2]。
- 2018年（平成30年）
  - 4月1日：陸前高田市からの要望により同市の新中心市街地に移転。新駅舎の使用を開始[報道 3]。これに伴って移転先付近にあったまちなか陸前高田駅が廃止され、代わって移転元付近に栃ヶ沢公園駅が新設[報道 4]。
  - 9月30日：交通広場供用開始。BRTのりばを駅舎前の道路上から交通広場内に移設[報道 5][新聞 2]。
- 2020年（令和2年）4月1日：気仙沼駅 - 盛駅間の鉄道事業廃止により、鉄道駅としては廃駅となる[報道 6][報道 7]。

## 駅構造
東日本大震災からの復興事業において、陸前高田市が中心市街地に整備した交通広場に駅が設置されている。当初の再生計画では隣接地（南側法面下）に内陸移設した鉄道駅を設ける方針だったが、鉄道復旧の断念により予定空間は活用されず、駅舎・交通広場のみの整備となった。
駅舎は震災前の駅舎を模して作られたもので、鉄道路線との接続がないBRT単独駅で唯一みどりの窓口が設置されている。BRTの乗降場はロータリー内の1か所で、盛方面、気仙沼方面、陸前矢作方面がすべて同一箇所で発着する。なおBRTは全て車内精算であることから、駅での改札業務は実施していない。
この他、BRT以外の路線バスの停留所も交通広場内に設けられているが（後述）、隣接地に本社のある気仙タクシーを除き、営業所や発券所の機能は持たない。

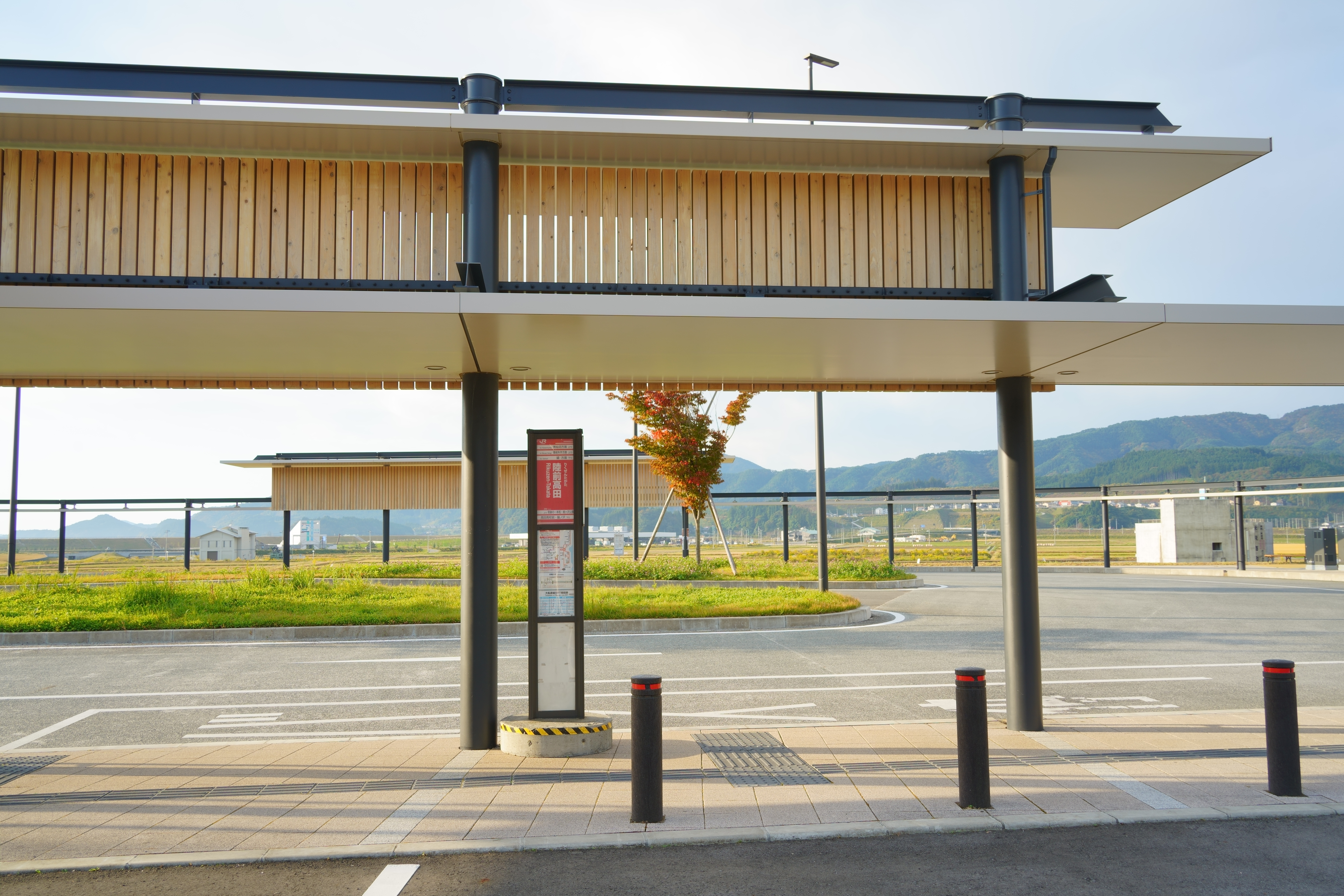
交通広場に設けられたBRTのりば（2022年10月）
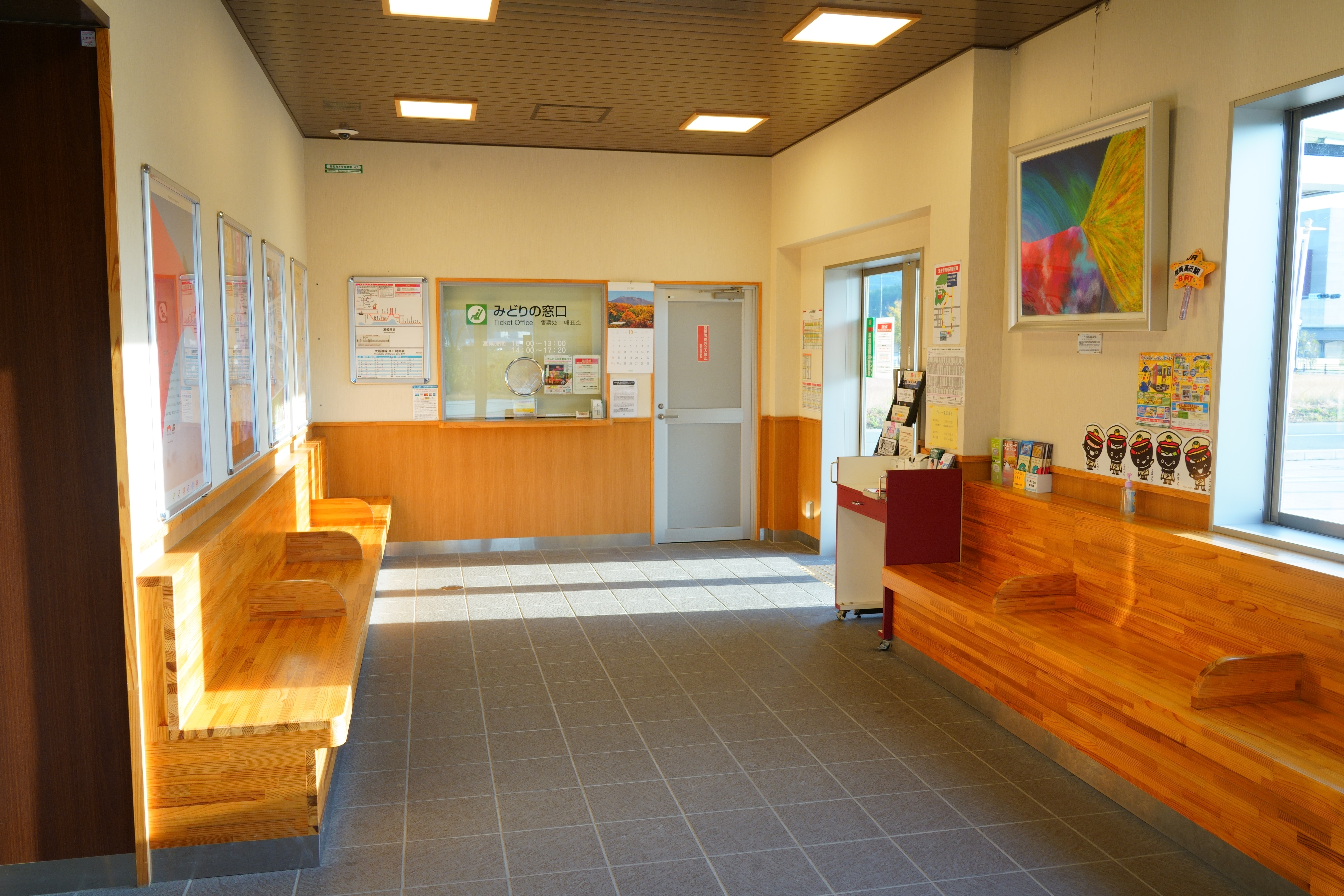
みどりの窓口が設けられた駅舎内（2022年10月）

震災後のBRT開業時に駅が陸前高田市役所仮庁舎前に設置された。プレハブ造りの駅舎を経て、駅事務室・待合室・トイレを備えた円筒形の鉄骨作り平屋建て駅舎が整備され、現在地に移転するまで使用されていた。
後述の通り震災前は業務委託駅であったが、BRT仮復旧後は盛駅から派遣される社員配置駅となり、現在はJR東日本東北総合サービスが駅業務を受託している。また、駅員配置日が日・月・水・金曜の週4日であったが、2018年10月1日より毎日配置となった。

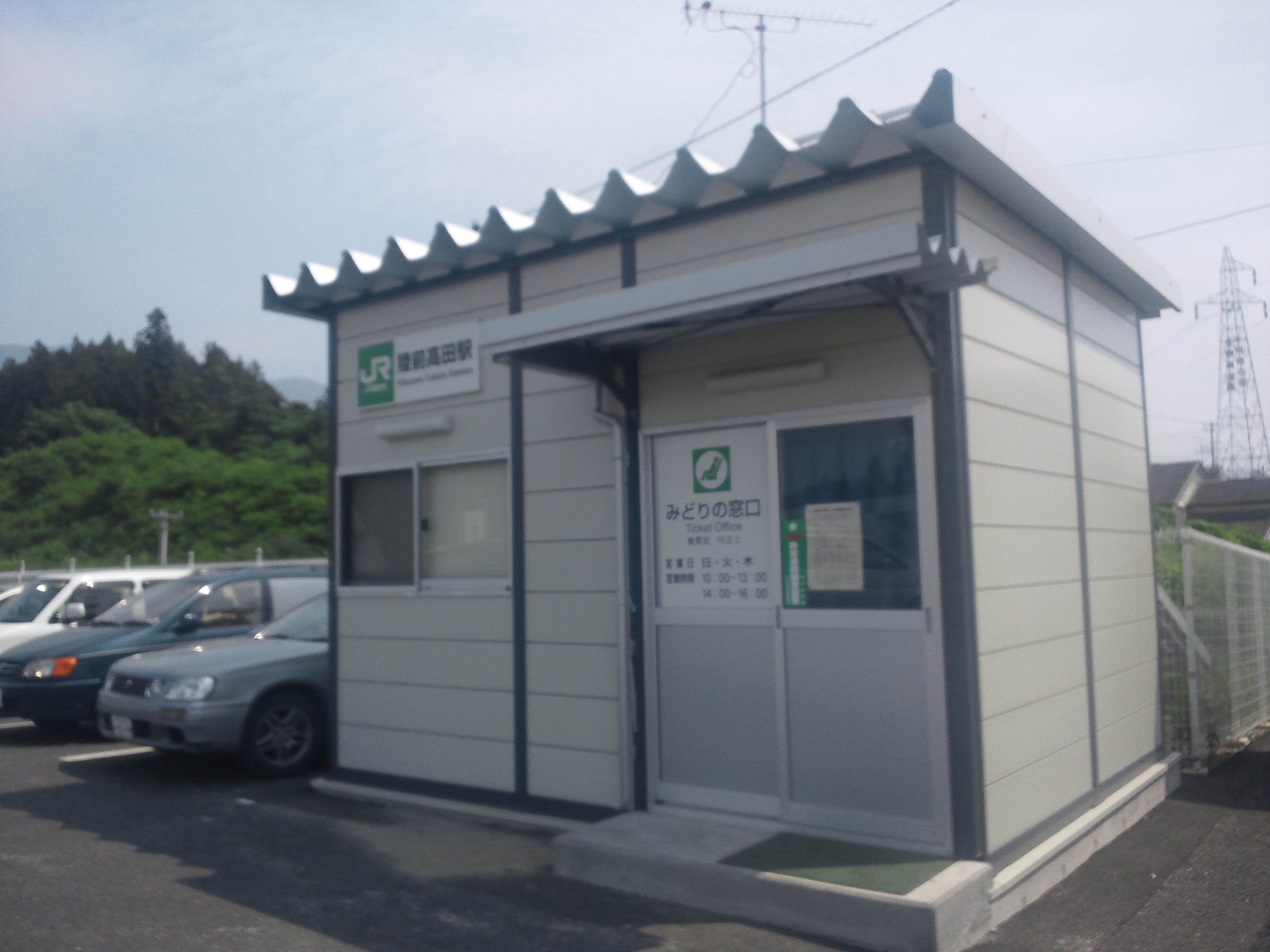
BRT運行開始直後に仮設されたプレハブ駅舎（2013年8月）
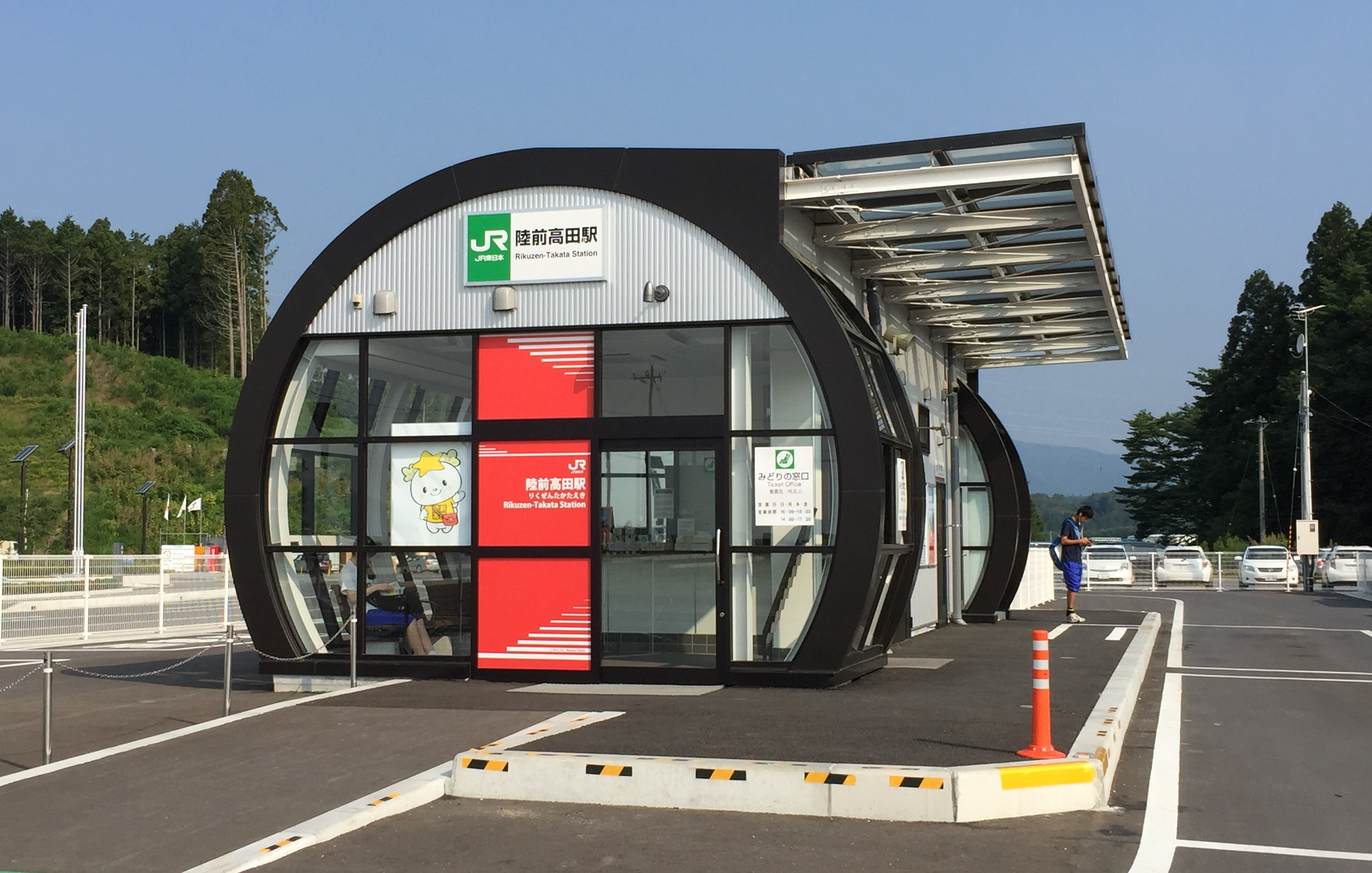
現在地への移転まで使用されていた円筒形駅舎（2015年8月）

### 発着路線
原則として2024年4月1日現在の情報に基づく。
| 運行事業者                       | 路線・行先 | 備考                                                                                            |
| -------------------------------- | --- | ----------------------------------------------------------------------------------------------- |
| JR東日本                         | ■大船渡線BRT：盛 / 気仙沼 / 陸前矢作                                                                               |                                                                                                 |
| 岩手県交通                       | - けせんライナー：池袋駅西口 - 一関大船渡線：立根 / 一関駅前                                                       | 「けせんライナー」は乗車専用（大槌駅行は降車専用）                                              |
| - 岩手県交通 - 宮城交通          | 仙台 - 釜石線：釜石営業所 / 仙台駅前                                                                               |                                                                                                 |
| 碁石観光                         | - 広田線：アバッセ / 集 - 広田半島線：アバッセ / 椿島入口                                                          |                                                                                                 |
| 奥州交通                         | 生出線：イオンSuC陸前高田 / 的場                                                                                   |                                                                                                 |
| - 気仙タクシー - 高田タクシー    | - 長部今泉線：県立高田病院 / 福伏 - たかたコミュニティバス：イオンSuC陸前高田方面（東部線） / 滝の里方面（西部線） |                                                                                                 |
| - 奥州交通 - 碁石観光 - 住田交運 | 陸前高田住田線：イオンSuC陸前高田 / 住田高校前                                                                     | - 休日運休 - 土曜は住田町コミュニティバスとして運行                                             |
| 陸前高田グリーンスローモビリティ | - 今泉団地循環線：今泉コミセン - 中田団地循環線：中田団地 - 道の駅循環線：道の駅高田松原                           | - 「今泉団地循環線」「中田団地循環線」は月・火・水曜のみ運行 - 「道の駅循環線」は土休日のみ運行 |

### 旧鉄道駅
震災前の駅は陸前高田市高田町字並杉18に所在し、相対式ホーム2面2線を有する地上駅で、互いのホームは構内踏切で連絡していた。気仙沼駅管理の業務委託駅（ジャスター委託）で、みどりの窓口と自動券売機も設置されていた。
のりば
| 番線 | 路線      | 方向 | 行先               |
| ---- | --------- | ---- | ------------------ |
| 1    | ■大船渡線 | 下り | 盛方面             |
| 2    | ■大船渡線 | 上り | 気仙沼・一ノ関方面 |

- 2番線は盛方にも出発信号機があり、折り返し運転が可能であった。

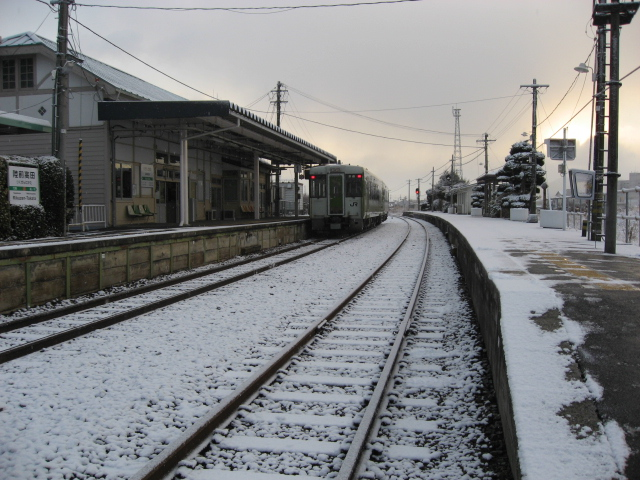
鉄道時代のホーム（2008年1月）
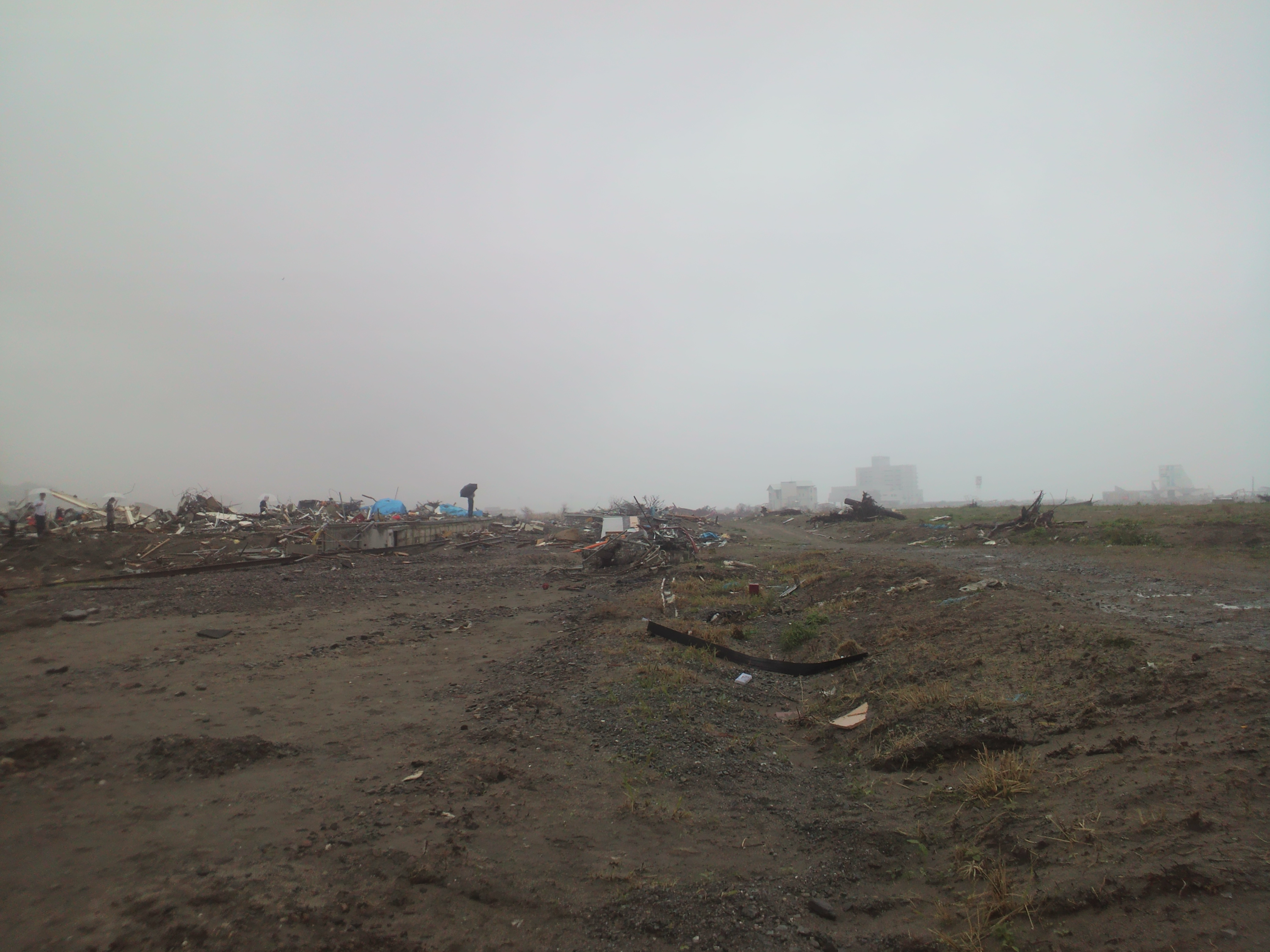
震災の被害を受けたホーム（2011年5月）

## 利用状況
JR東日本によると、2023年度（令和5年度）の1日平均乗車人員は69人である。
2000年度（平成12年度）以降の推移は以下のとおりである。なお、2010年度（平成22年度）以前は鉄道の統計、2013年度（平成25年度）以降はBRTの統計となっている。
なお、当駅の現位置移転前に存在した、まちなか陸前高田駅の2017年度（平成29年度）の1日平均乗車人員は24人であった。
| 1日平均乗車人員推移 | 1日平均乗車人員推移 | 1日平均乗車人員推移 | 1日平均乗車人員推移 |
| 年度                | 鉄道                | BRT                 | 出典                |
| ------------------- | ------------------- | ------------------- | ------------------- |
| 2000年（平成12年）  | 433                 | 未開業              | [ 鉄道 1 ]          |
| 2001年（平成13年）  | 426                 | 未開業              | [ 鉄道 2 ]          |
| 2002年（平成14年）  | 390                 | 未開業              | [ 鉄道 3 ]          |
| 2003年（平成15年）  | 352                 | 未開業              | [ 鉄道 4 ]          |
| 2004年（平成16年）  | 324                 | 未開業              | [ 鉄道 5 ]          |
| 2005年（平成17年）  | 288                 | 未開業              | [ 鉄道 6 ]          |
| 2006年（平成18年）  | 287                 | 未開業              | [ 鉄道 7 ]          |
| 2007年（平成19年）  | 260                 | 未開業              | [ 鉄道 8 ]          |
| 2008年（平成20年）  | 253                 | 未開業              | [ 鉄道 9 ]          |
| 2009年（平成21年）  | 222                 | 未開業              | [ 鉄道 10 ]         |
| 2010年（平成22年）  | 220                 | 未開業              | [ 鉄道 11 ]         |
| 2011年（平成23年）  | 運休                | 未開業              |                     |
| 2012年（平成24年）  | 運休                | 未開業              |                     |
| 2013年（平成25年）  | 運休                | 75                  | [ BRT 3 ]           |
| 2014年（平成26年）  | 運休                | 82                  | [ BRT 4 ]           |
| 2015年（平成27年）  | 運休                | 87                  | [ BRT 5 ]           |
| 2016年（平成28年）  | 運休                | 76                  | [ BRT 6 ]           |
| 2017年（平成29年）  | 運休                | 75                  | [ BRT 2 ]           |
| 2018年（平成30年）  | 運休                | 75                  | [ BRT 7 ]           |
| 2019年（令和元年）  | 運休                | 80                  | [ BRT 8 ]           |
| 2020年（令和02年）  | 廃止                | 54                  | [ BRT 9 ]           |
| 2021年（令和03年）  | 廃止                | 51                  | [ BRT 10 ]          |
| 2022年（令和04年）  | 廃止                | 66                  | [ BRT 11 ]          |
| 2023年（令和05年）  | 廃止                | 69                  | [ BRT 1 ]           |

## 駅周辺
当駅周辺の中心市街地は東日本大震災の津波で壊滅し、10 mほどの盛り土によるかさ上げ工事を経て再建された。2017年（平成29年）4月に開業した複合商業施設「アバッセたかた」を中心に、商業施設や公共施設が集まっている。
また2021年（令和3年）5月には、震災後に中心市街地から北西の高台に仮庁舎を設置していた陸前高田市役所が、当駅の北方に再建された本庁舎に移転した。
震災前の鉄道駅は現在の駅の南方にあり、北側に中心市街地が形成され、南側は海岸付近まで農地が広がっていた。
BRT開業時に駅が設けられた地域については、現在、ほぼ同位置に駅が置かれている栃ヶ沢公園駅を参照のこと。
- アバッセたかた
  - 陸前高田市立図書館
- 陸前高田市立博物館
- 陸前高田市民文化会館
- 陸前高田郵便局
- 陸前高田アムウェイハウス まちの縁側
- 陸前高田市役所
- 米沢商会ビル（震災遺構）
- 本丸公園
- JAおおふなと高田支店
- 気仙沼信用金庫高田支店

## 隣の停留所
*：打消線は廃駅
東日本旅客鉄道（JR東日本）
■大船渡線BRT
気仙沼方面
□快速
奇跡の一本松駅 - 陸前高田駅 - 脇ノ沢駅
■普通
奇跡の一本松駅 - 陸前高田駅 - *まちなか陸前高田駅 - 高田高校前駅
陸前矢作方面
■普通
栃ヶ沢公園駅 - 陸前高田駅 - *まちなか陸前高田駅 - 高田高校前駅

### かつて存在した鉄道路線
東日本旅客鉄道（JR東日本）
■大船渡線
竹駒駅 - 陸前高田駅 - 脇ノ沢駅

### 記事本文